# Ahmed Jevdet Paixà
Ahmed Jevdet Paixà —en turc modern Ahmet Cevdet Paşa— (Lòvetx, en turc Lofça, Bulgària, Imperi Otomà, 22 de març de 1822 - Istanbul, 25 de maig de 1895) fou un escriptor i home d'estat otomà. Era fill de Hajjí Ismaïl Agha, membre del consell administratiu provincial.
Després d'estudiar va exercir alguns lloc relacionats amb l'administració judicial va ingressar a la carrera administrativa, el 1850. El 1852 va escriure la seva obra més coneguda, “Tarikh-i- wakayi-i dewlet-i-aliyye” publicada dos anys més tard. El 1857 fou nomenat al consell dels tanzimat i va redactar un kanun-name criminal. El 1858 fou proposat pel walilik de Vidin però no es va decidir. El 1866 fou nomenat governador del wilayat d'Alep però el 1868 fou cridat a la capital per presidir el Diwan-i akham-i adliyye una de les institucions que van substituir la Medjlis-i-wala (l'altra fou la Xura-yi dewlet) i mercès als seus esforços el diwan es va dividir en cort d'apel·lació (temyiz) i de cassació (istinaf), i la presidència tenia rang de ministeri de justícia.
Fou ministre de justícia fins al 1870; després va publicar algunes obres i el 1875 tornà a ser ministre de justícia i després ministre d'educació per tornar a justícia el 1876, per passar després al nou ministeri de l'Interior; el 1877 fou ministre dels Ewkaf imperials i després wali a Síria. Allí va reprimir una revolta a Kozan; a final de 1877 tornà a Istanbul per ocupar el ministeri de comerç.
L'octubre de 1879 va ocupar interinament per deu dies el càrrec de gran visir després de la destitució de Khayr al-Din Paixà i fins al nomenament de Küçük Mehmed Said Paşa, i llavors fou ministre de justícia (1879-1882) fins que va formar govern Ahmed Vefik Paşa, i es va destacar per la seva hostilitat a Mithat Paşa; el 1886 va tornar al ministeri de justícia fins que va dimitir el maig del 1890 per divergències amb el gran visir Kıbrıslı Mehmed Kâmil Paşa.
Els darrers anys de la seva vida es va dedicar a la producció literària. Deixà també una considerable producció d'obres jurídiques.
El seu fill Ali Sedad i les seus fil·les Emine Semiye (Önasya) i Fatma Aliye (Topuz) tots han estat escriptors.